# Adalí Montero
Adalí Montero Ulfe (Lima, Peru, 6 de maio de 1982) é uma cantautora peruana. Começou sua carreira cantando covers de blues, rock e funk.
Em 2008 participou no musical Feisbuk, apresentado no Teatro Peruano Japonês, sob a direcção de Rocío Tovar.
Lançou a sua primeira mostra discográfica junto ao produtor Jaime Quadra denominada "Boleros in fussion", um percurso por diferentes fusões do género junto a ritmos como o jazz, funk, blues, entre outros.
Lançou seu primeiro disco de temas inéditos Voltar no ano 2011, que inclui 11 temas. O primeiro videoclip "Vazio" –com a colaboração de Raper One– foi lançado no ano seguinte.
Montero concorreu no concurso La voz Perú na equipa de Jerry Rivera. Apesar de ter conseguido uma das melhores audições não conseguiu avançar à seguinte fase, perdendo nas batalhas contra a cantora Alejandra Alfaro causando muita polémica nos principais meios de imprensa.
Actualmente Adalí encontra-se em Nova  York à procura de novos projectos musicais e no seu regresso manter-se-a longe dos palcos para concentrar-se a trabalhar sua próxima produção musical.

## Créditos
- Feisbuk (2007; teatro) como Frida.
- Operación triunfo (2012; TV), professora de canto.[10]
- Parodiando 2 - México (2013), staff de professores.[11]
- La voz Perú (2013) concorrente.